# KDM (format danych)
KDM – format danych elementów systemu elektroenergetycznego powszechnie stosowany w Krajowej Dyspozycji Mocy w Krajowym Systemie Elektroenergetycznym. Używany jest także w polskich spółkach dystrybucyjnych.
KDM jest formatem tekstowym, opartym na ASCII. Układ danych w formacie KDM stanowi jeden plik z grupami danych. W pliku tekstowym zawierającym dane w formacie KDM można wyróżnić dwie podstawowe grupy danych: dane węzłowe oraz gałęziowe. Dane sieciowe mają postać rekordów znakowych zmiennej długości, maksymalnie 255 znaków. Jednorodną grupę danych poprzedza rekord z odpowiednim słowem kluczowym. Rekordy mogą zawierać pełny zestaw danych na przykład węzła lub gałęzi, bądź też zestaw skrócony, wynikający z zakresu wprowadzanych zmian w stosunku do wartości domyślnych lub wprowadzonych wcześniej.
Separatorem między poszczególnymi symbolami w rekordzie  może być spacja lub kilka spacji, przecinek i znak końca rekordu. Dwa przecinki sąsiadujące ze sobą oznaczają, że wartość danej jest zerowa (nie zmieniana).
W KDM ustalono sposób nadawania nazw węzłom sieciowym:
- pierwsze trzy litery w nazwie stanowią skrót od geograficznej nazwy stacji sieciowej,
- czwarty znak to cyfra 4, 2, lub 1 oznaczająca poziom napięcia (odpowiednio: 400, 220 i 110 kV),
- następnie występuje cyfra oznaczająca numer szyny,
- na końcu występuje numer obszaru sieciowego.

Krajowy system  elektroenergetyczny jest podzielony na pięć obszarów: Warszawa ma numer 1, Radom numer 2, Katowice 3, Poznań 4 oraz Bydgoszcz 5.
Znaki kodowe poziomów napięć oraz układów szyn są wykorzystywane w tworzeniu schematów graficznych stacji elektroenergetycznych, natomiast kody obszarów są używane do prezentacji wyników rozpływowych dla wydzielonych sieci podobszarów, jak i do zmiany obciążeń węzłowych według globalnych zmian obciążenia podobszarów.
W zakresie modelowania systemu elektroenergetycznego w celu analizy jego niezawodności, z wykorzystaniem danych w formacie KDM, używane jest oprogramowanie TRELSS opracowane na Politechnice Warszawskiej we współpracy z Politechniką Śląską, które w latach 2001–2002 roku rozszerzono o możliwość odczytywania plików z danymi w formacie KDM. Do optymalizowania mocy węzłowych systemu energetycznego opisanego danymi w formacie KDM można wykorzystać oprogramowanie OPT_AC.